# Jade Wilcoxson
 Jade Wilcoxson (* 17. April 1978 in Visalia) ist eine ehemalige US-amerikanische Radrennfahrerin.
Im Alter von 26 Jahren begann Jade Wilcoxson, von Beruf ausgebildete Physiotherapeutin, mit dem Radsport, nachdem bei ihr eine Prädisposition und familiäre Vorbelastung von Diabetes diagnostiziert worden war. Ihr Bruder ermunterte sie, mit ihm gemeinsam Radtouren zu absolvieren; sie begannen mit einem Century, einer Tour über 100 Meilen. Ihr erstes offizielles Rennen bestritt sie mit dem Sea Otter Classic im April 2008.
2013 wurde Wilcoxson nationale Meisterin im Straßenrennen und im Querfeldeinrennen Vize-Meisterin. Ebenfalls 2013 errang sie den US-amerikanischen Titel in der Einerverfolgung auf der Bahn. Beim dritten Lauf des Bahnrad-Weltcups 2013/14 in Guadalajara belegte sie mit dem US-amerikanischen Team (Jennifer Valente, Cari Higgins, Lauren Tamayo) Rang zwei in der Mannschaftsverfolgung. Ein Sieg beim Nature Valley Grand Prix scheiterte, als sie in der letzten Kurve in die Absperrung fuhr und stürzte.
Am 1. März 2014 wurde Wilcoxson bei ihrem ersten Rennen der Saison, dem niederländischen Omloop Het Nieuwsblad, nach 50 Kilometern von einer vor ihr fahrenden Konkurrentin durch deren Sturz ebenfalls zu Fall gebracht und erlitt ein Schädel-Hirn-Trauma. Sechs Wochen später belegte sie Platz vier beim Chrono Gatineau.
Von 2012 bis 2014 fuhr Jade Wilcoxson für das Team Optum p/b Kelly Benefit Strategies Women. 2015 wird sie nicht mehr als Mitglied der Mannschaft aufgeführt.